# Короткозамыкатель
Короткозамыкатель — коммутационный аппарат, предназначенный для создания искусственного короткого замыкания в сетях электроснабжения.

## Устройство
В сетях с заземлённой нейтралью короткозамыкатель представляет собой аппарат, состоящий из изолирующей колонки, на верхнем конце которой закреплён неподвижный контакт (контактные губки), постоянно соединённый с одним из фазных проводов электрической сети. У основания изолирующей колонки шарнирно закреплён подвижный контакт (нож рубящего типа), постоянно соединённый с землёй. В нормальном положении нож короткозамыкателя максимально отведён от губок, находящихся под напряжением, и занимает положение, близкое к горизонтальному. В момент срабатывания под действием пружинного привода нож быстрым движением переводится в вертикальное положение до достижения надёжного электрического контакта между ножом и губками. При этом возникает однофазное короткое замыкание соответствующей фазы на землю.
В сетях с изолированной нейтралью соединение одной из фаз с землёй не приводит к короткому замыканию, поэтому короткозамыкатели для таких сетей состоят из двух вышеописанных полюсов, создавая замыкание двух фаз на землю и, как следствие, короткое замыкание этих фаз между собой.

## Применение
Короткозамыкатели совместно с отделителями применяются в упрощённых схемах подстанций вместо более дорогих силовых выключателей. Подобная замена позволяет экономить значительные денежные средства, так как стоимость силовых выключателей довольно высока. Чем больше присоединений на подстанции и выше напряжение высокой стороны, тем более заметной становится выгода от использования упрощённых схем. В основном упрощённые схемы получили распространение на напряжении 35, 110 кВ. Устанавливаются короткозамыкатели: в сетях с заземлённой нейтралью — на одну фазу, в сетях с изолированной нейтралью — на две. Включение короткозамыкателя происходит автоматически, отключение производят вручную.
В настоящее время применение короткозамыкателей ограничено теми подстанциями, где они установлены, короткозамыкатели больше не производятся, так как схемы ПС, где они применяются, имеют меньшую надежность и большую вероятность повреждения дорогостоящего оборудования подстанции (силового трансформатора), чем схемы с применением выключателей.
Отказами короткозамыкателя могут быть короткие замыкания из-за самопроизвольного или ложного включения, а также невозможность включения короткозамыкателя при переключениях.

## Принцип действия защиты с использованием короткозамыкателей

Схема подстанции без выключателя на стороне высокого напряжения

В случае аварии на трансформаторе одного из присоединений (T1), установленная на нём защита подаст напряжение на катушку включения соответствующего короткозамыкателя (SC1). Короткозамыкатель замкнёт свои контакты, создав искусственное замыкание на землю. На это замыкание среагирует защита магистральной ЛЭП, в зоне действия которой находится подстанция, и с помощью головного выключателя (Q) отключит всю подстанцию. Через небольшой промежуток времени на линии сработает АПВ и включит головной выключатель. За это время, которое называется бестоковой паузой, сработает только отделитель повреждённого трансформатора (E1) и отключит его от сети. Таким образом, не используя отдельный выключатель на каждое присоединение, возможно отключить повреждённый участок, оставив подстанцию в работе.